# HDI-Arena
O Heinz-Von-Heiden Arena é um estádio de futebol da cidade de Hanôver, na Alemanha. É a sede do Hannover 96, time alemão que disputa a 2. Bundesliga (segunda divisão do Campeonato Alemão).
Construído no lugar do antigo Niedersachsenstadion, tem capacidade para 49 000 lugares nos jogos da Bundesliga (durante a Copa do Mundo FIFA de 2006, foram usados apenas 43.000 lugares). As obras foram relativamente rápidas (março de 2003 até dezembro de 2004) e o estádio recebeu cinco jogos da Copa do Mundo de 2006.

## Jogos da Copa do Mundo de 1974
No antigo Niedersachsenstadion:
| Data        | Equipe #1 | Placar | Equipe #2         | Grupo             |
| ----------- | --------- | ------ | ----------------- | ----------------- |
| 15 de junho | Uruguai   | 0 – 2  | Países Baixos     | Grupo 3           |
| 26 de junho | Brasil    | 1 – 0  | Alemanha Oriental | 2ª Fase - Grupo A |
| 30 de junho | Argentina | 1 – 2  | Brasil            | 2ª Fase - Grupo A |

## Jogos da Copa do Mundo de 2006
| Data        | Equipe #1  | Placar | Equipe #2     | Grupo            |
| ----------- | ---------- | ------ | ------------- | ---------------- |
| 12 de junho | Itália     | 2 – 0  | Gana          | Grupo E          |
| 16 de junho | México     | 0 – 0  | Argentina     | Grupo D          |
| 20 de junho | Costa Rica | 1 – 2  | Polónia       | Grupo A          |
| 23 de junho | Suíça      | 2 – 0  | Coreia do Sul | Grupo G          |
| 27 de junho | Espanha    | 1 – 3  | França        | Oitavas-de-final |